# Iowa Great Lakes

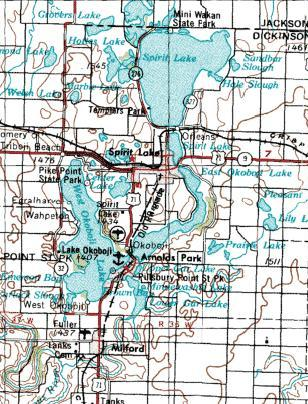
A região dos Grandes Lagos de Iowa, mostrados os lagos Spirit (acima), West Okoboji (esquerda) e East Okoboji (direita). Mapa fornecido pelo Serviço Geológico dos Estados Unidos

Iowa Great Lakes (português: Grandes Lagos de Iowa), são um grupo de lagos glaciais no Dickinson, na porção noroeste do estado de Iowa, EUA. Os três principais lagos são o lago Spirit, o lago West Okoboji e o lago East Okoboji. Eles são os maiores lagos naturais do estado de Iowa. O maior, Spirit, tem uma área de 23 km². A área é habitualmente chamada de Okoboji.
A região é um destino popular para pescadores, tanto no verão quanto no inverno, sendo considerados um dos destinos turísticos mais visitados de Iowa.